# Burgstelle Wart
Die Burgstelle Wart ist eine abgegangene mittelalterliche Höhenburg bei Neftenbach im Kanton Zürich in der Schweiz. Es sind keine Mauerreste mehr sichtbar.

## Lage
Die Burgstelle liegt auf einem markanten Hügel im unteren Tösstal zwei Kilometer westlich von Neftenbach, gegenüber von Pfungen am Fusse des Südhangs des Irchels auf 447 m ü. M. in unmittelbarer Nähe der Töss. Die Burgstelle ist von Pfungen aus in zehn Minuten zu Fuss zu erreichen. In der Nähe der Burgstelle steht das Schloss Wart.

## Geschichte
Die Burg wurde um 1200 von den Freiherren von Wart errichtet. Das Geschlecht wurde 1100 erstmals schriftlich erwähnt, wobei die Herrschaftsgebiete hauptsächlich im Breisgau lagen. Anfangs des 13. Jh. verlagerte sich das Kerngebiet der Freiherren von Wart ins untere Tösstal, was auf die Vermählung von Arnold III. mit Anna von Teufen zurückgehen könnte. In dieser Zeit dürfte die Burg Wart entstanden sein. Das Geschlecht stand dem schnellen Aufstieg der Habsburger kritisch gegenüber. Gegen Ende des 13. Jahrhunderts kamen die Freiherren von Wart unter wirtschaftlichen Druck und mussten zahlreiche Güter verkaufen.
Rudolf III. beteiligte sich an einer Verschwörung gegen Albrecht I. von Habsburg. Am 1. Mai 1308 überfiel er mit seinen Verbündeten den König bei Windisch und sie töteten ihn. Die Attentäter flohen auf die Burg Neu-Falkenstein, die zur Hälfte den Freiherren von Wart gehörte. Im Frühling 1309 zerstörte der Blutrachezug der Habsburger als Erstes die Burg Wart, indem sie die Anlage in Brand steckten und verwüsteten. Im gleichen Rachezug wurde auch Multberg bei Pfungen zerstört. Nachdem der neue Habsburger König Heinrich VII. die Reichsacht über Rudolf III. ausgesprochen hatte, wurde dieser gefasst und in Brugg zum Tode verurteilt. Rudolfs älterer Bruder Jakob III. von Wart, der als Minnensänger bekannt wurde, veräusserte die gesamten Güter um Neftenbach an die Truchsessen von Diessenhofen.
Die von den Habsburgern zerstörte Burg wurde nicht wieder aufgebaut. Um 1600 waren keine aufrechten Mauern mehr auf der Burgstelle zu finden, aber es gab noch verwendbare Steine und Türgewände.

## Erhaltene Reste
Von der Burg ist nichts mehr erhalten, nur der Hügel ist noch sichtbar, dessen ungefähr 43 × 18 Meter grosses Plateau etwa 50 m über der Töss liegt. Nach einer Beschreibung der Anlage in einer Urkunde von 1254 gab es einen Turm, eine Burgkapelle und ein Tor. Zur Anlage gehörte auch ein Obstgarten, eine Weide und ein Rebberg, der bis an die Töss reichte.

## Galerie

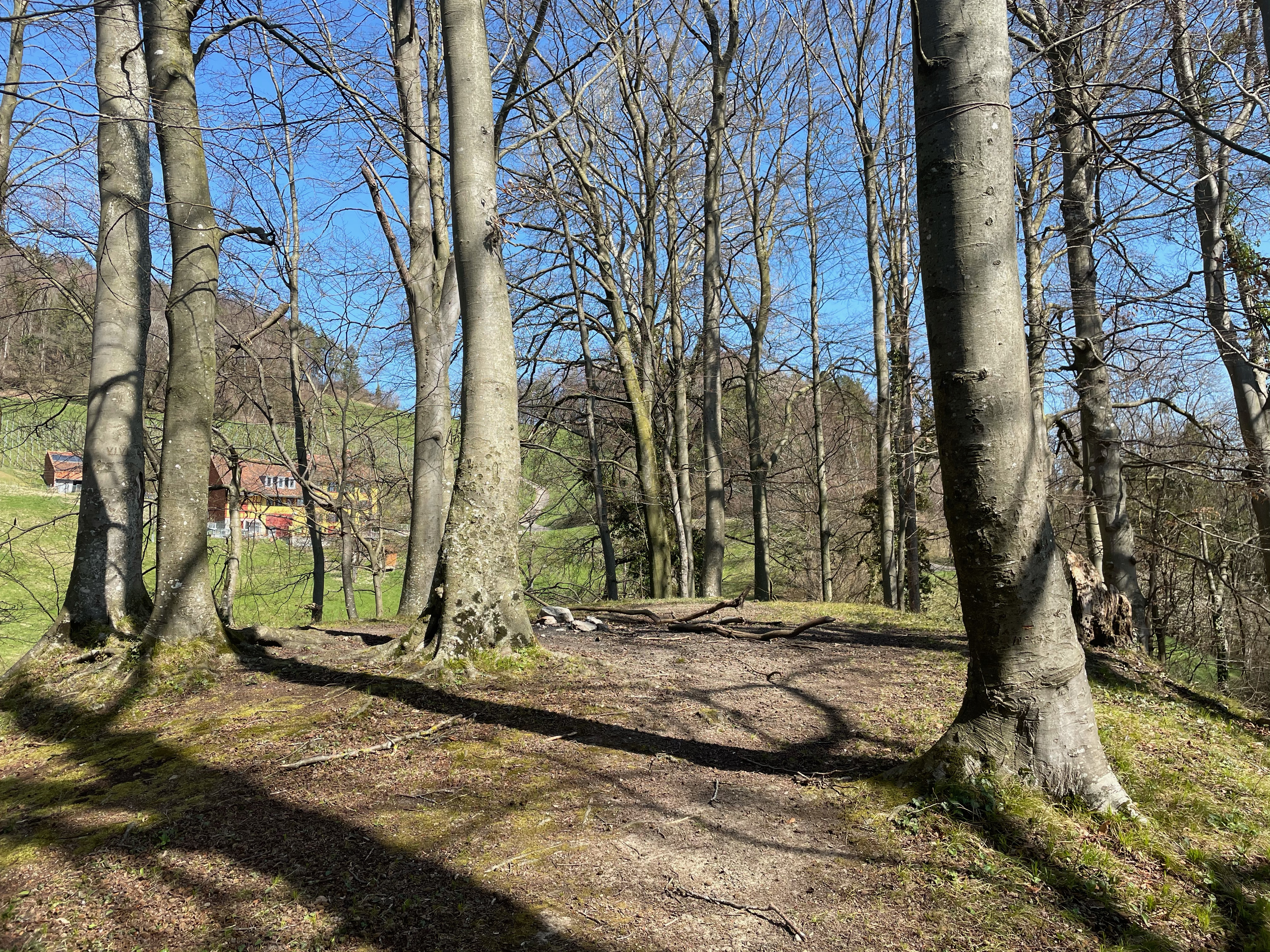
Plateau
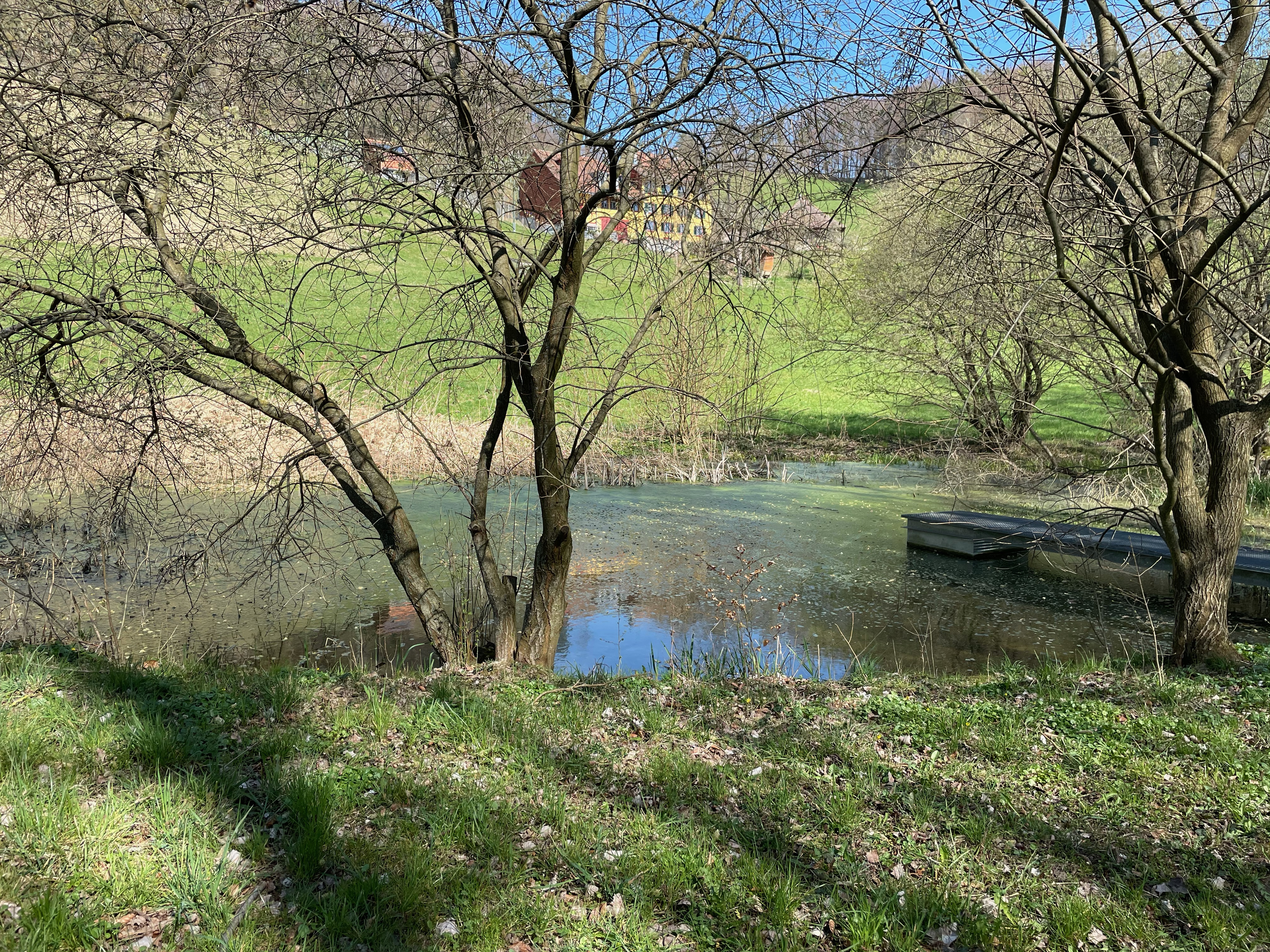
Weiher am Fuss des Hügels
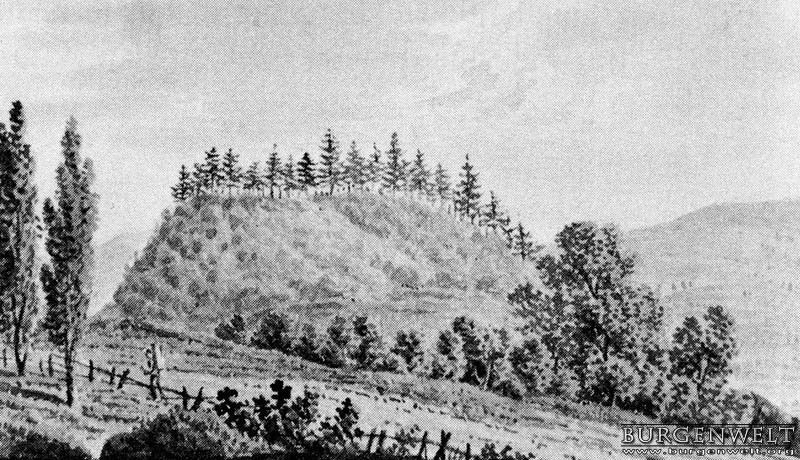
Burghügel Wart, 1815
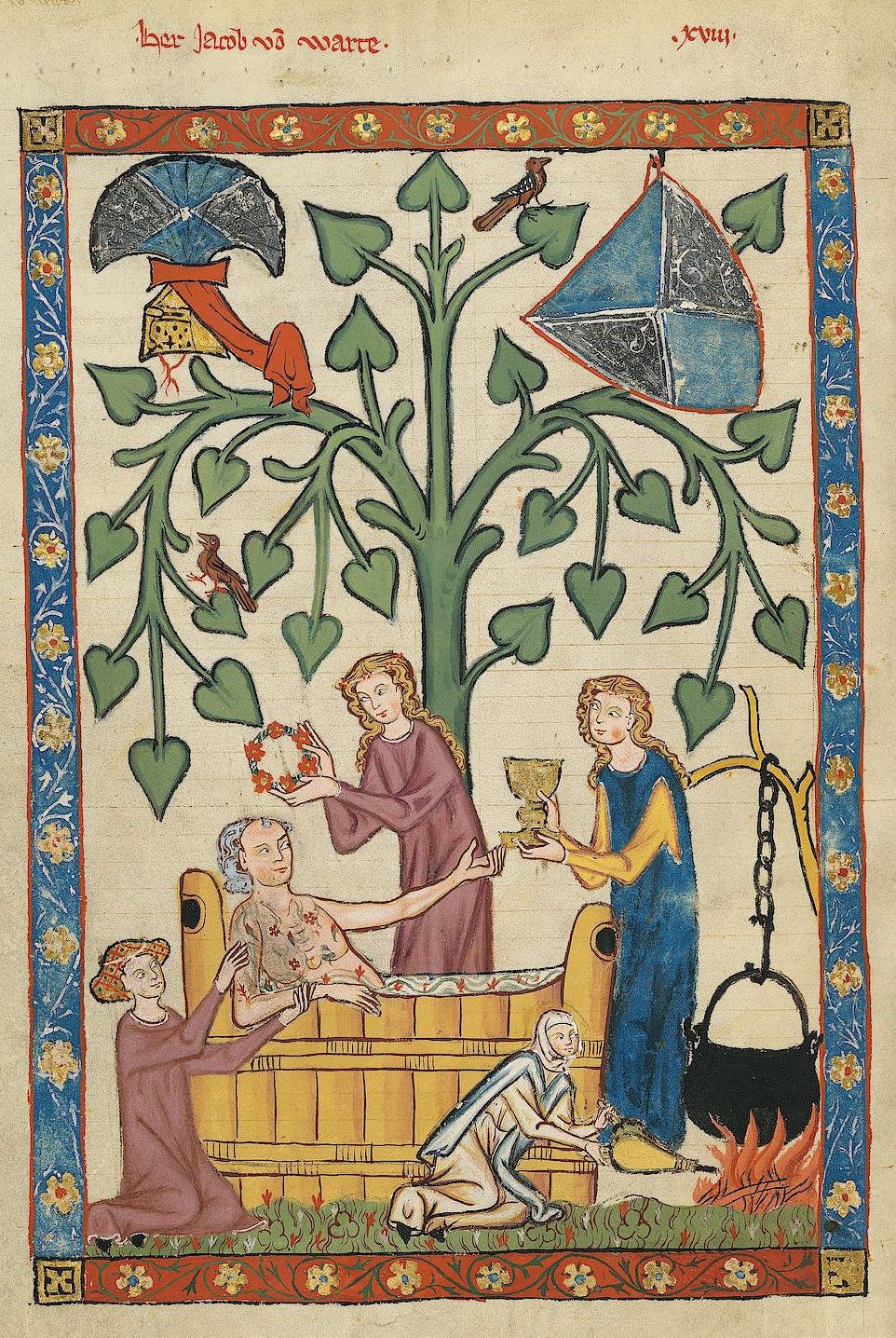
Jakob von Wart (Codex Manesse)